# Sheitan (film)
Pour l’article homonyme, voir Sheitan.
Pour plus de détails, voir Fiche technique et Distribution.
Sheitan est un film de Noël horrifique français réalisé par Kim Chapiron, sorti en 2006.

## Synopsis
La veille de Noël, une bande de jeunes de banlieue partis en boîte de nuit, quitte Paris à la suite d'une bagarre. Ils sont accueillis par une séduisante jeune fille rencontrée dans la boîte, qui les invite chez elle, à la campagne.
Mais le comportement des habitants de la maison et du village d'à côté va vite les inquiéter.

## Fiche technique
- Titre : Sheitan
- Réalisation : Kim Chapiron
- Scénario : Kim Chapiron et Christian Chapiron
- Décors : Marie-Hélène Sulmoni
- Photographie : Alex Lamarque
- Montage : Benjamin Weill
- Musique : Nguyên Lê
- Production : Vincent Cassel, Kim Chapiron et Éric Névé
- Sociétés de production : 120 Films, La Chauve Souris et Studiocanal
- Pays de production :  France
- Langue originale : français
- Format : couleur — 1,85:1 — 35 mm — son Dolby Digital
- Genre : comédie horrifique, thriller
- Durée : 94 minutes
- Date de sortie : 
  - France : 1er février 2006
- Classification :
  - France : interdit aux moins de 16 ans[1]

## Distribution
- Vincent Cassel : Joseph / Marie
- Olivier Barthélémy : Bart
- Roxane Mesquida : Ève
- Nicolas Le Phat Tan : Thaï
- Ladj Ly : Ladj
- Leïla Bekhti : Yasmine
- Julie-Marie Parmentier : Jeanne
- Gérald Thomassin : Maurice
- Quentin Lasbazeilles : Gilou
- Guillaume Bacquet : Bébert
- Alexandre Borrel : Jérôme
- Tarubi Wahid Mosta : Moustène

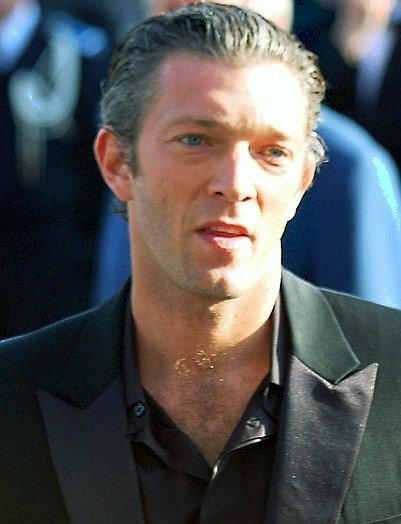
L'acteur Vincent Cassel au Festival de Cannes 2006.

- François Levantal : le pompiste / Le chirurgien / Le père noël
- Monica Bellucci : la belle vampiresse
- Chris Marker : voix dans la télé
- Oxmo Puccino : le client boîte
- Mokobé : le videur
- Mouloud Achour : le DJ (visuel)
- DJ Pone : le DJ (mixant réellement)

## Autour du film
- Le titre du film signifie Satan, en arabe et en persan.
- Mokobé, un des membres du groupe rap français 113, fait une petite apparition dans le film, ainsi que le rappeur Oxmo Puccino.
- Les costumes ont été confectionnés par la mère et la sœur du réalisateur.
- Vincent Cassel avait déjà tourné trois courts-métrages sous la direction de Kim Chapiron : Tarubi L'Arabe Strait 2 en 2001, La Barbichette en 2002 et Le chat de la grand-mère d'Abdel Krim en 2003.
- La chanson Bâtards de barbares, présente sur la bande originale du film et interprétée par le groupe La Caution, décrit une immolation, avec des textes et des images d'une violence « extrême ». Le clip a été réalisé par le collectif Kourtrajmé, fondé par Kim Chapiron, et spécialisé dans la production de clips musicaux et de courts-métrages. Ce morceau a fait l'objet d'une reprise par Mai Lan, nommée Gentiment, je t'immole.
- Des tags de l'artiste graffeur O'Clock sont présents sur les murs de la boîte de nuit[2].
- En 2010, le site de vidéos Dailymotion a été condamné à verser 30 000 euros de dommages et intérêts pour contrefaçon concernant des extraits du film, en l'occurrence de « n'avoir pas accompli les diligences nécessaires en vue de retirer promptement et de rendre impossible une nouvelle mise en ligne du film Sheitan signalée comme illicite »[3].
- Le passage où Bart joue au jeu de la barbichette avec la chèvre est un clin d'œil au court métrage La barbichette, réalisé par Kim Chapiron et Vincent Cassel.
- Le DJ de la boîte, au début du film, est joué par Mouloud Achour, mais les mains qui mixent sont celles de DJ Pone, membre des Birdy Nam Nam et ancien DJ du groupe de rap Svinkels. Le DJ porte également un tee shirt Kourtrajmé, collectif créé par Kim Chapiron.
- Le tournage a notamment eu lieu à la ferme pédagogique « Élevage La Doudou » à Cheptainville (Essonne). Des photos extraites du tournage sont exposées à l'accueil.